# Mustafabad
Mustafabad è una suddivisione dell'India, classificata come census town, di 89.117 abitanti, situata nel distretto di Delhi Nord Est, nello territorio federato di Delhi. In base al numero di abitanti la città rientra nella classe II (da 50.000 a 99.999 persone).

## Geografia fisica
La città è situata a 28° 42' 40 N e 77° 16' 08 E.

## Società

### Evoluzione demografica
Al censimento del 2001 la popolazione di Mustafabad assommava a 89.117 persone, delle quali 47.579 maschi e 41.538 femmine. I bambini di età inferiore o uguale ai sei anni assommavano a 17.988, dei quali 9.615 maschi e 8.373 femmine. Infine, coloro che erano in grado di saper almeno leggere e scrivere erano 48.465, dei quali 30.104 maschi e 18.361 femmine.